# ぷららてんま

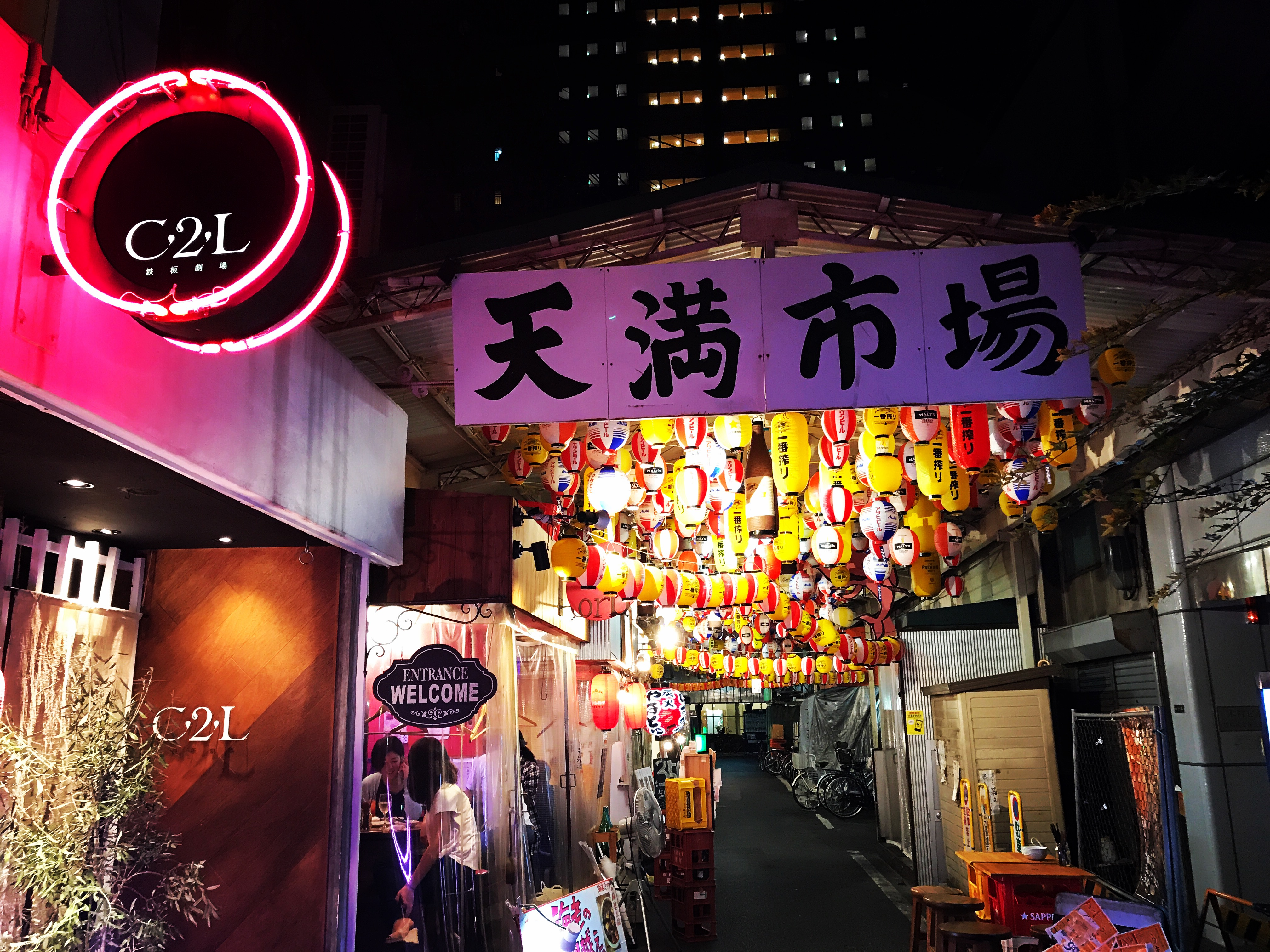
天満市場

ぷららてんまは、大阪府大阪市北区池田町にある複合商業施設。UR都市機構の超高層マンション。
2005年（平成17年）4月17日に開業。

## 概要
ぷららてんまの前身は江戸時代に大阪三大市場の一つに数えられた天満青物市場で、この市場は1949年（昭和24年）に天満市場として現在の池田町に定着した。
2005年（平成17年）4月14日に天満市場の再開発に伴いぷららてんまが誕生した。

## 沿革
- 1949年（昭和24年） - 天満市場が開かれる。
- 2005年（平成17年）4月14日 - 旧天満市場の跡地にぷららてんまがオープン[3]。

## 施設
- 地下1階から2階
  - ぷららてんま天満市場 - 詳細は、公式サイト内「店舗情報」[4]を参照。
- 3階から28階
  - マンションおよび託児所

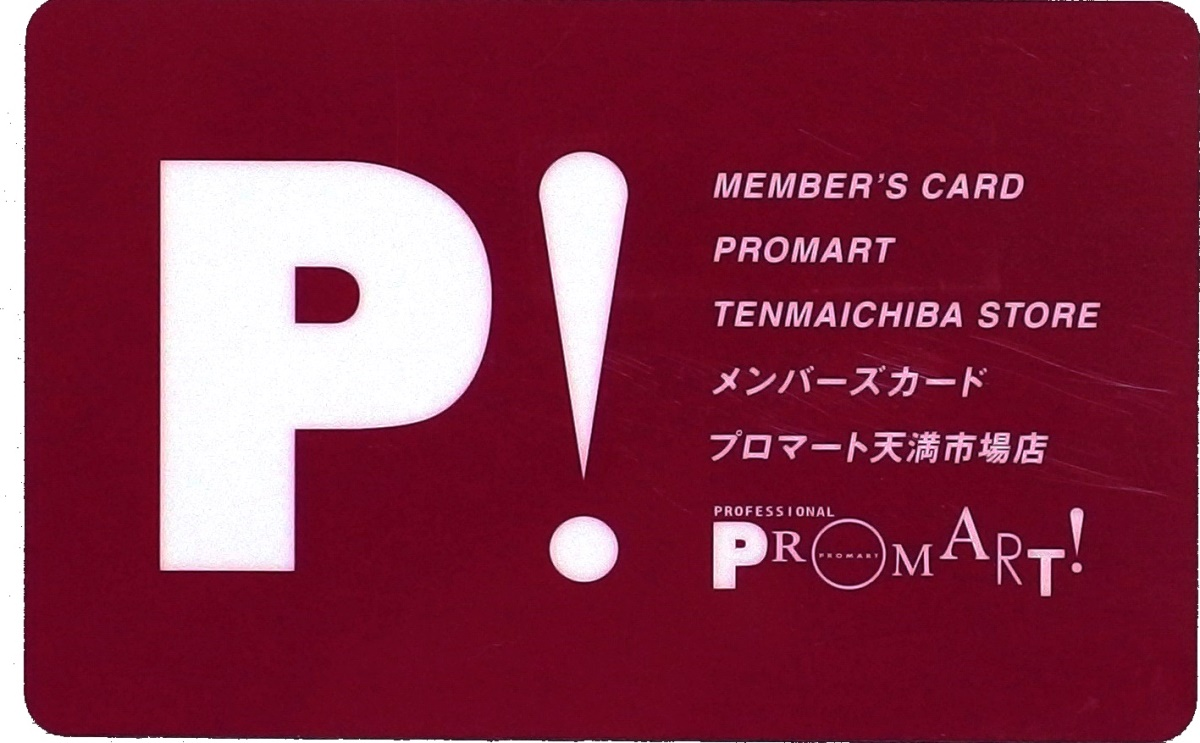
プロマート天満市場店のメンバーズカード

## 交通
- JR大阪環状線「天満駅」より徒歩で約1分。
- Osaka Metro堺筋線「扇町駅」より徒歩で約5分。